# Романівська волость (Сквирський повіт)
Романівська волость — історична адміністративно-територіальна одиниця Сквирського повіту Київської губернії з центром у містечку Романівка.
Станом на 1886 рік складалася з 5 поселень, 5 сільських громад. Населення — 4033 осіб (1982 чоловічої статі та 2051 — жіночої), 389 дворових господарств.
|                     | Площа, десятин | У тому числі орної, дес. |
| ------------------- | -------------- | ------------------------ |
| Сільських громад    | 2840           | 2540                     |
| Приватної власності | 4156           | 2317                     |
| Іншої власності     | 122            | 54                       |
| Загалом             | 7118           | 4911                     |

Поселення волості:
- Романівка — колишнє власницьке містечко при річці Унава за 30 верст від повітового міста, 998 осіб, 114 дворів, православна церква, єврейський молитовний будинок, 2 постоялих будинки.
- Велика Чернявка — колишнє власницьке село при річці Унава, 568 осіб, 70 дворів, школа, постоялий будинок, 2 водяних млини.
- Ставище — колишнє власницьке село при річці Ірпінь, 1159 осіб, 156 дворів, православна церква, школа, 2 постоялих будинки, 8 лавок, водяний млин, ярмарок через 2 тижні.

Старшинами волості були:
- 1909—1912 роках — Петро Федович Лабан[2],[3];
- 1913—1915 роках — Семен Павлович Гриненко[4],[5],[6].